# دايفيد أندرسون
دايفيد أندرسون (بالإنجليزية: David Anderson)‏ هو رسام رسوم متحركة ومخرج بريطاني، ولد في 1952.

## وصلات خارجية
- الموقع الرسمي
- دايفيد أندرسون على موقع IMDb (الإنجليزية)